# 田臥勇太
田臥勇太（日语：／ Tabuse Yūta，1980年10月5日—）是生於日本神奈川縣橫濱市金澤區的日本男子籃球運動員，場上位置為控球後衛，現效力於B.League的宇都宮皇者，被稱為日本喬丹。
田臥勇太被在2002年選秀中未被選中，未立刻加盟NBA，直至2004年11月才正式加盟菲尼克斯太陽隊，是NBA歷史上第一位來自日本的球員及NBA歷史上第一位來自亞洲的後衛球員。他在2004年11月1日首次登場，之後作為替補球員一共出場4場、貢獻7分、4個篮板及3次助攻。但之後太陽隊賣掉了日本的轉播權之後，田臥勇太在2004年12月18日也被解約。2005年9月15日短暫加盟洛杉磯快艇，同年10月31日被裁員。

## 外部連結
- 田臥勇太官方網頁 （页面存档备份，存于）
- NBA球员资料 （页面存档备份，存于）
- 田臥勇太在fiba.basketball（英语）
- 田臥勇太在archive.fiba.com（存檔）（英语）
- 田臥勇太在NBA官網（英语）
- 田臥勇太在B聯賽官網（日语）
- 田臥勇太在Basketball-Reference.com（NBA）（英语）
- 田臥勇太在Basketball-Reference.com（NBA G聯盟）（英语）
- 田臥勇太在Eurobasket.com（球員）（英语）
- 田臥勇太在Proballers（英语）
- 田臥勇太在RealGM（英语）